# 原久大精盐公司大楼
原久大精盐公司大楼始建于1920年，坐落于当时天津法租界的丰领事路（今和平区赤峰道63号），目前是天津市文物保护单位和重点保护等级历史风貌建筑。

## 历史
- 1920年，原久大精盐公司大楼由中华兴业公司设计并兴建，原为久大精盐公司驻天津办事处。
- 1941年12月，日本军队接管天津法租界，日本宪兵队进驻该楼。
- 1945年8月15日，日本投降后仍由久大精盐公司使用。
- 1956年，久大精盐公司与永利碱厂合并，共用此建筑。
- 1970年，大楼改为化工部天津碱厂，后改为渤海化工集团。[3]
- 现为乔治&玛莉婚纱摄影楼。

## 建筑特点
原久大精盐公司大楼东隔安东路，南临花园路与中心公园相对，西沿赤峰道，北隔和平路与渤海大楼相对。该建筑由中华兴业公司设计，占地面积2087.16平方米，建筑面积2242.57平方米，为三层砖混结构楼房。平面呈V字折线型布局，底部为水泥基座，外立面为红砖墙体，上作水泥条框装饰，顶部为平顶，正立面主入口处为三开间的四棵爱奥尼克巨柱式门廊，上承三角形山花突出对称构图，为一栋法国文艺复兴风格的建筑，建筑现状良好。

## 周边交通
- 天津轨道交通
  -   3号线  4号线：和平路站